# Furona
Furona – rodzaj chrząszczy z rodziny kózkowatych i podrodziny zgrzypikowych.

## Zasięg występowania
Przedstawiciele tego rodzaju występują w Ameryce Północnej i Południowej od południowego Meksyku po Boliwię.

## Systematyka
Do Furona należą 3 gatunki:
- Furona corniculata
- Furona degenera
- Furona egens.